# ژان-پل هرتمن
ژان-پل هرتمن (به فرانسوی: Jean-Paul Herteman) (زاده ۱۳ نوامبر ۱۹۵۰) کارآفرین، مهندسی هوافضا و مدیر ارشد اجرایی فرانسوی است، که اکنون به‌عنوان مدیر عامل اجرایی و رییس هیئت مدیره شرکت سافران فعالیت می‌نماید.